# Jambalaya (mad)
 For alternative betydninger, se Jambalaya. (Se også artikler, som begynder med Jambalaya)
Jambalaya er en kreolsk/cajun-ret, der kan tilberedes efter mange forskellige opskrifter. Fælles for opskrifterne er, at de indeholder ris og forskellige grøntsager, fx bladselleri, løg, grøn peber og hvidløg. Dertil kommer så kød, fisk, skaldyr o.l. Typisk kreolsk jambalaya er rød, da der også tilsættes tomater, mens den klassiske cajun-jambalaya kaldes brun, fordi den laves på grundlag af en roux i stedet for tomater.
En typisk jambalaya-opskrift indeholder flere slags kød, fx skinke, rejer, kylling eller kalkun, ofte rester fra tidligere måltider, og jambalaya kan nærmest kaldes sydens biksemad. En røget pølse som fx andouille er også en vanlig ingrediens.